# Serrat del Pui (Montferrer i Castellbò)
El Serrat del Pui és una serra situada al municipi de Montferrer i Castellbò a la comarca de l'Alt Urgell, amb una elevació màxima de 1.463 metres.